# Ani Tsankhung
Ani Tsankhung is een Tibetaans boeddhistisch nonnenklooster in Lhasa. Het klooster is een geel gebouw en is parallel aan de straat gebouwd, ten noorden van de Chingdol Dong Lu.

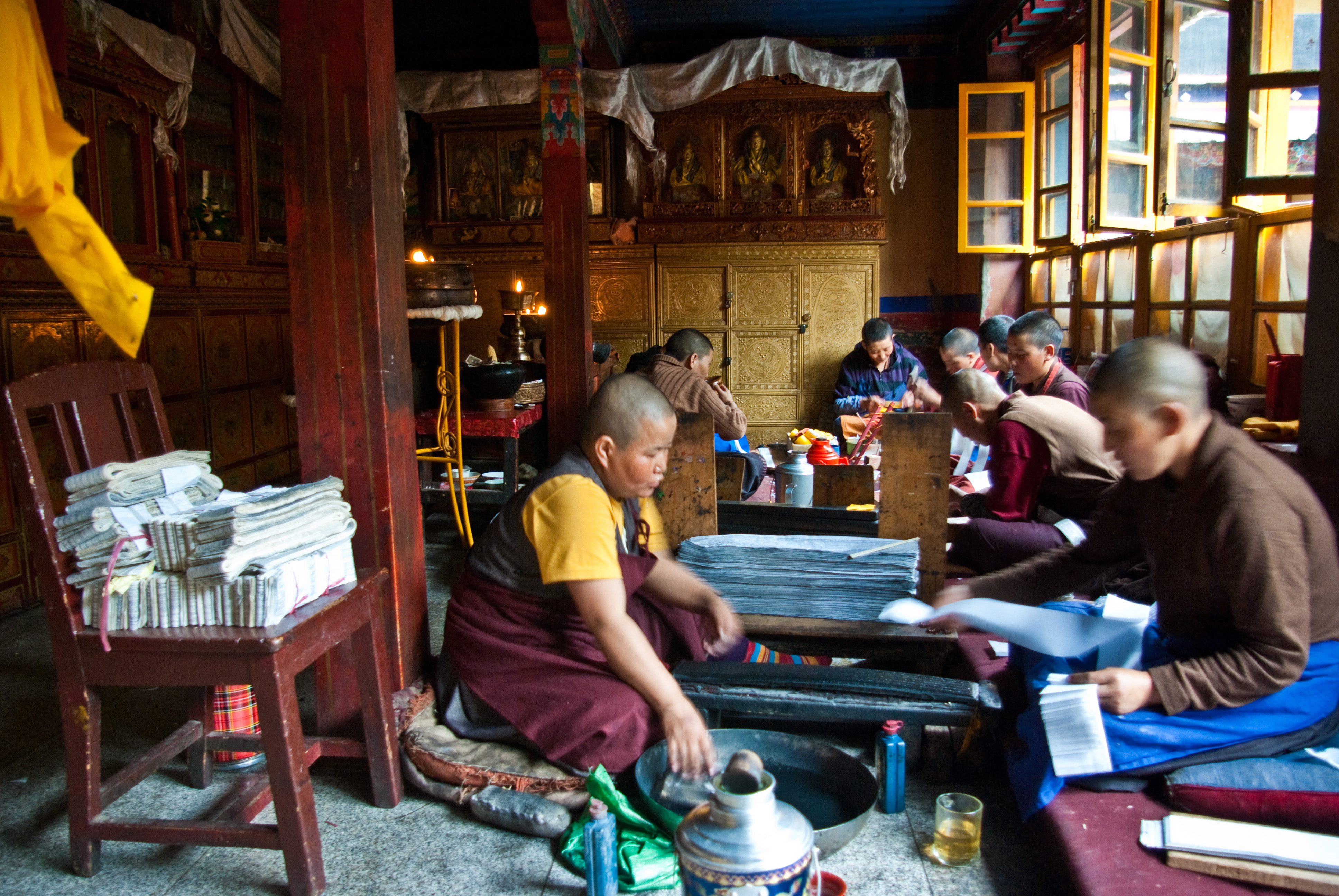
Nonnen in het klooster

Koning Songtsen Gampo bouwde het klooster en gebruikte de meditatiekamer gedurende de 7e eeuw. Sinds de 12e eeuw wordt het klooster gebruikt voor boeddhistische nonnen. De belangrijkste hal van het klooster bevat een mooi schilderij van Avalokitesvara, de bodhisattva van compassie met meerdere armen. De heilige meditatiekamer ligt erachter.
Het is een van de rustigste toeristische locaties van Lhasa, dat anno jaren '00 een drukke stad is met veel verkeer.